# ボー・ブラガソン
ボー・ブラガソン（Bo Bragason、2004年 - ）は、イギリスの女優。

## 生い立ち
チチェスター出身で、幼少期のうち7年間をルクセンブルク、3年間をフランスで過ごした。2014年に帰国してからはチェシャーのメア村で暮らし、近隣のナッツフォード・アカデミーで教育を受けた。また、在学中はナッツフォード・リトル・シアターやナショナル・ユース・シアターで演劇活動を行ったほか、マンチェスターのデヴィッド・ジョンソン演劇学校で演技を学んでいる。

## キャリア
2007年に『Hidden Love』で端役を演じた後、2017年にBBC Oneのテレビドラマ『Three Girls』でレイチェル・ウィンショー役を演じた。その後、BBC Oneの『Moving On』やCBBCの『世にもおぞましい物語』に出演し、2016年には『キングスグレイブ ファイナルファンタジーXV』でルナフレーナ役のモーションキャプチャ演技を手掛けた。2021年はプラノ・ベイリー＝ボンドの『映画検閲』に出演したほか、ドンマー・ウエアハウスで上演された『Force Majeure』にも出演している。
2024年はDisney+の『反逆のネル』でルイーザ・ハーランド演じる主人公ネルの妹ロキシー役を演じたほか、BBC Oneの『The Jetty』、ユーロス・リンのコメディホラー映画『The Radleys』にも出演している。2025年には、2027年に公開される『ゼルダの伝説』のゼルダ役に起用されたことが発表された。

## フィルモグラフィー

### 映画
| 年   | 作品                                      | 役名                                         | 備考          |
| ---- | ----------------------------------------- | -------------------------------------------- | ------------- |
| 2007 | Hidden Love                               |                                              | [ 1 ]         |
| 2016 | キングスグレイブ ファイナルファンタジーXV | 幼少期のルナフレーナ（モーションキャプチャ） | [ 1 ]         |
| 2021 | 映画検閲                                  |                                              | [ 6 ]         |
| 2024 | The Radleys                               | クララ・ラドリー                             | [ 11 ] [ 13 ] |
| 2027 | ゼルダの伝説                              | ゼルダ                                       | [ 12 ]        |

### ドラマシリーズ
| 年   | 作品                 | 役名                     | 備考                        |
| ---- | -------------------- | ------------------------ | --------------------------- |
| 2017 | Three Girls          | レイチェル・ウィンショー | ミニシリーズ                |
| 2018 | Moving On            | リン                     | エピソード「Invisible」出演 |
| 2019 | 世にもおぞましい物語 | ロッキー                 | エピソード「Itchy」出演     |
| 2024 | 反逆のネル           | ロキシー・ジャクソン     |                             |
| 2024 | The Jetty            | エイミー・ナイトリー     |                             |